# Richard Pearse Airport

i7
i11
i13

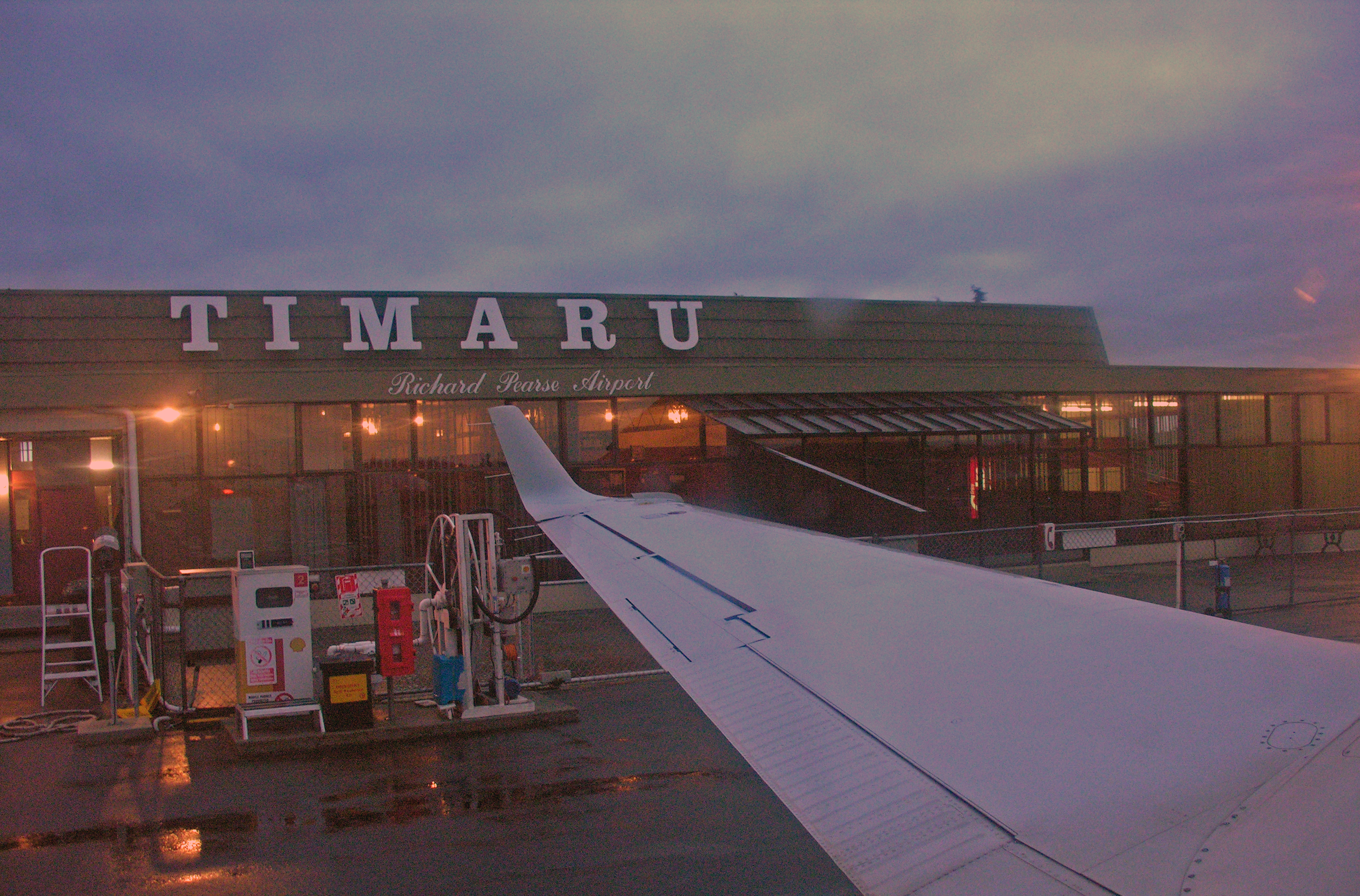
Richard Pearse Airport, Timaru (2006)

Der Richard Pearse Airport, auch manchmal Timaru Airport genannt, (IATA-Code: TIU, ICAO-Code: NZTU) ist ein kleiner Regionalflughafen in Timaru auf der Südinsel von Neuseeland.

## Geographie
Der Flughafen befindet sich rund 13 km nördlich des Stadtzentrums von Timaru und ist von dem rund 2 km östlich vorbeiführenden New Zealand State Highway 1 aus zu erreichen.

## Flughafenbeschreibung
Der Flughafen wurde nach dem Neuseeländer Richard Pearse benannt, einem Luftfahrtpionier, dem bereits vor den Gebrüdern Wright ein Motorflug gelungen sein soll. Der kleine Flughafen verfügt über eine 1280 m lange asphaltierte Start- und Landebahn und zwei Graspisten für kleinmotorige Flugzeuge und wird neben kleinen privaten Motorflugzeugen ausschließlich von Air New Zealand angeflogen, die nur die Strecke Timaru – Wellington bedient.